# In suprema Petri
Mit der  Enzyklika In Suprema Petri Apostoli sede („auf dem Obersten Thron des Apostels Petrus“) vom 6. Januar 1848 versuchte Papst Pius IX., die Einheit  zwischen der Katholischen und Orthodoxen Kirche voranzubringen.

## Vorgeschichte
Seit mehr als fünfhundert Jahren waren die orthodoxen Kirchen mit der römisch-katholischen Kirche zerstritten. Es hatte sich in den Kirchen eine eigene Dynamik entwickelt und der Graben der Trennung wurde immer tiefer. Die Orthodoxie und die Römisch-katholischen hatten sich seit 1453 mit dem Fall Konstantinopels deutlich auseinandergelebt. Mit einem erneuten Vorstoß seitens des Papstes sollte mit dieser Enzyklika die Verständigung, Gesprächsbereitschaft und gewünschte Wiedervereinigung begonnen werden.

## Ein Versuch der Wiedervereinigung
Mit dieser Enzyklika wird also die Wiedervereinigung der getrennten östlichen Kirche mit Rom gefordert. Hierzu werden Konferenzen und Veröffentlichungen vorgeschlagen. Papst Pius IX. erinnert an die Gemeinsamkeiten in der Liturgie und dem Glauben. Er hebt hervor, dass die Liturgie eine gemeinsame Sprache (gemeint ist die Lateinische und Griechische) hat und dass es die Sprache ist, die von den Aposteln gesprochen wurde.